# ویتالیانو دوناتی
ویتالیانو دوناتی (انگلیسی: Vitaliano Donati; ۸ سپتامبر ۱۷۱۷ – ۲۶ فوریهٔ ۱۷۶۲) انسان‌شناس، باستان‌شناس و گیاه‌شناس بود. وی همچنین برندهٔ جوایزی همچون همکار انجمن سلطنتی شده است.